# Cape Royale
Cape Royale – jednostka osadnicza w Stanach Zjednoczonych, w stanie Teksas, siedziba administracyjna hrabstwa San Jacinto.